# Toni Atkins

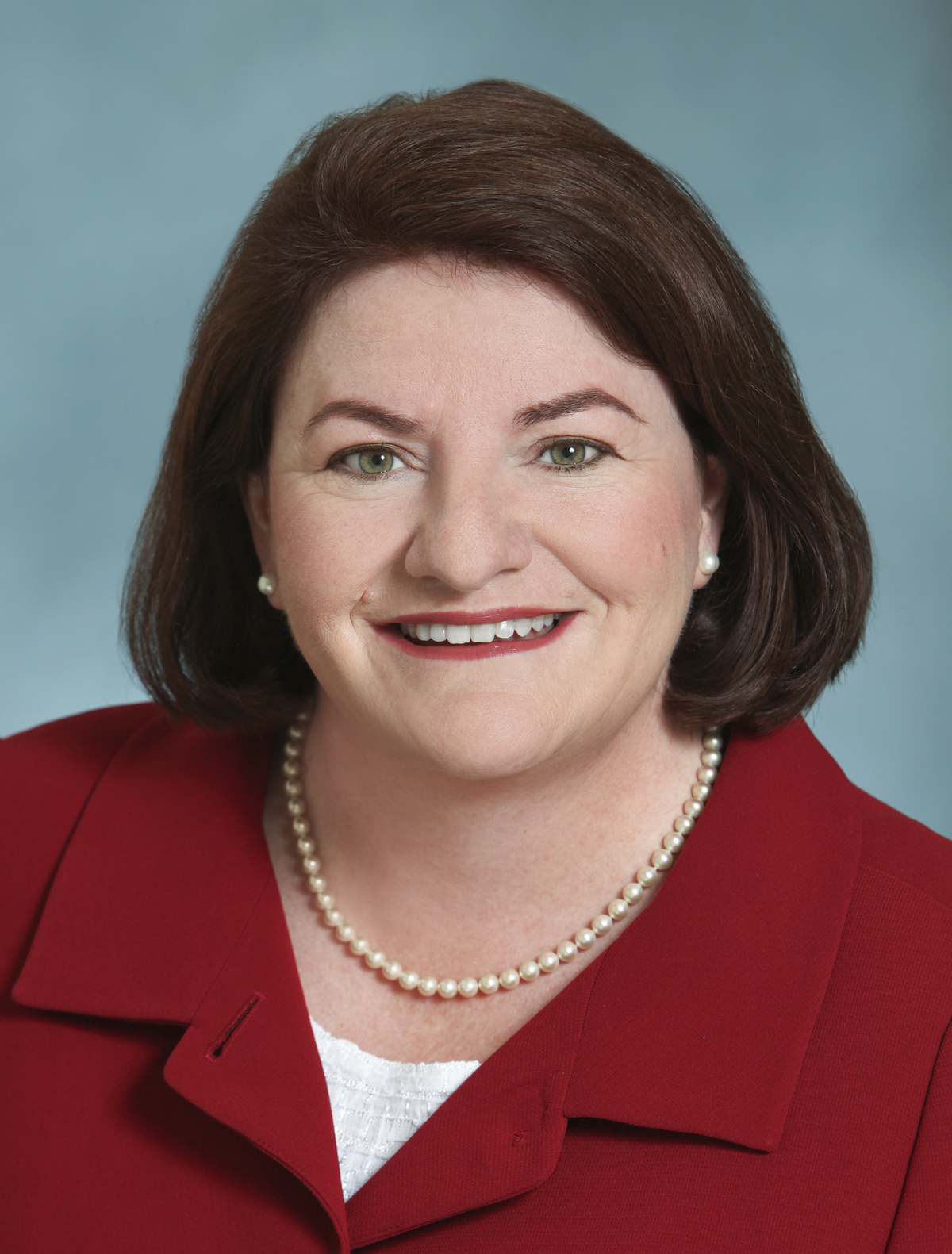
Toni Atkins

Toni G. Atkins (* 1. August 1962 im Wythe County, Virginia) ist eine US-amerikanische Politikerin der Demokratischen Partei.

## Leben
Nach ihrer Schulzeit in Virginia studierte Atkins Politikwissenschaften am privaten Emory & Henry College in Virginia. Danach wechselte sie an die Harvard University. Nach dem Studiumsende zog Atkins 1985 nach San Diego, Kalifornien. Von Dezember 2000 bis Dezember 2008 war sie Mitglied des Stadtrates von San Diego. Zwischen Juli und Dezember 2005 übte sie als Nachfolgerin von Michael Zucchet kommissarisch das Amt der Bürgermeisterin von San Diego aus.
Im Dezember 2010 wurde Toni Atkins Abgeordnete in der California State Assembly. 2012 wurde sie zur Mehrheitsführerin (Majority Leader) der Demokratischen Fraktion gewählt. Im Mai 2014 übernahm sie das Amt der Vorsitzenden der Assembly von John Pérez. Um für den Senat von Kalifornien zu kandidieren, übergab sie den Vorsitz im März 2016 an Anthony Rendon. Nach erfolgreicher Wahl zog sie am 5. Dezember 2016 in den Senat ihres Staates ein, in dem sie am 21. März 2018 als Nachfolgerin von Kevin de León das Amt der Präsidentin pro tempore übernahm.
Atkins lebt offen homosexuell im Stadtteil South Park von San Diego.